# Norsk Polarinstitutt

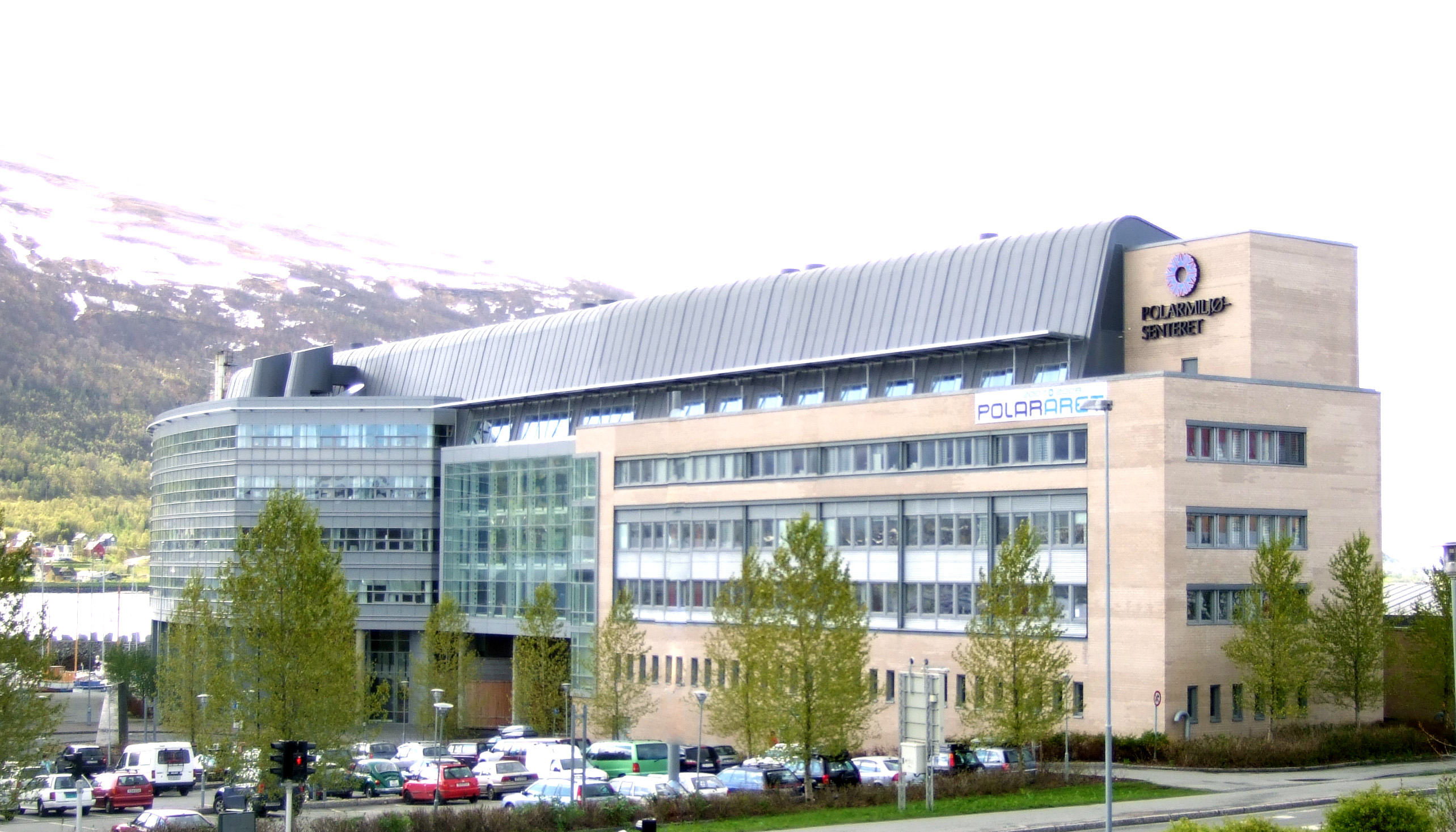
Polaremiljøsentret i Tromsø

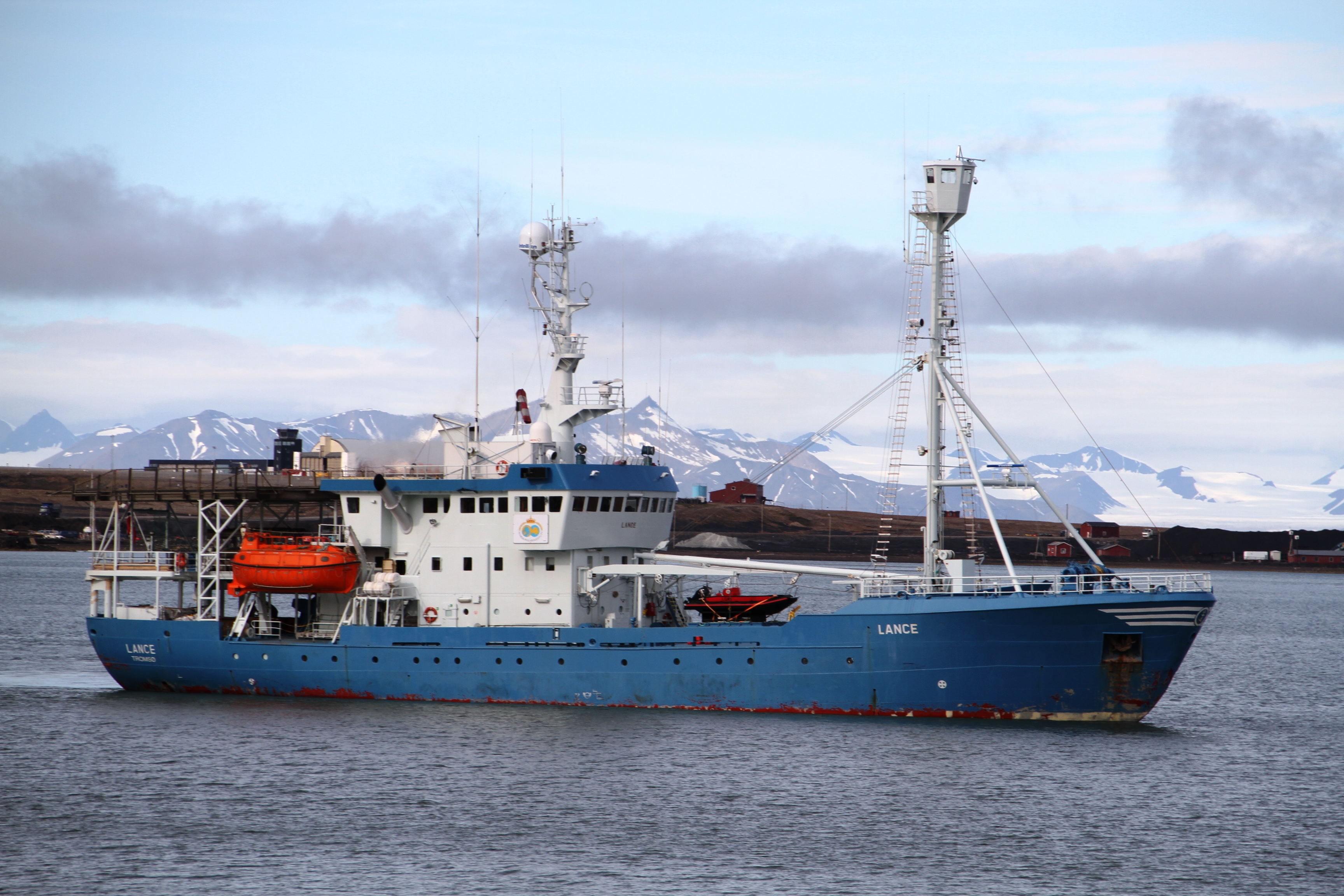
R/V Lance

Norsk Polarinstitutt är en norsk statlig myndighet som ansvarar för forskning, miljöövervakning och kartläggning vid polarområdena. Institutet har utvecklats ur Norges Svalbard- och Ishavsundersökningar som etablerades av geologen Adolf Hoel 1928 för att kartlägga havs- och landområden samt genomföra geologiska undersökningar på Arktis. År 1948 blev det geografiska ansvarsområdet utvidgat till att omfatta norska biland och territorialkrav i Antarktis. Därmed ändrades namnet till Norsk Polarinstitutt. Tidigare låg huvudkontoret och all forskning i Oslo, men 1998 flyttades verksamheten till Polarmiljøsenteret i Tromsø. Institutet är ett direktorat under Miljøværndepartementet.
Norska polarinstitutet disponerar forskningsfartyget R/V Lance, Sverdrupstationen i Ny-Ålesund i Svalbard, Zeppelinobservatoriet utanför Ny-Ålesund i Svalbard samt stationerna Troll och Tor i Antarktis.

## Bildgalleri

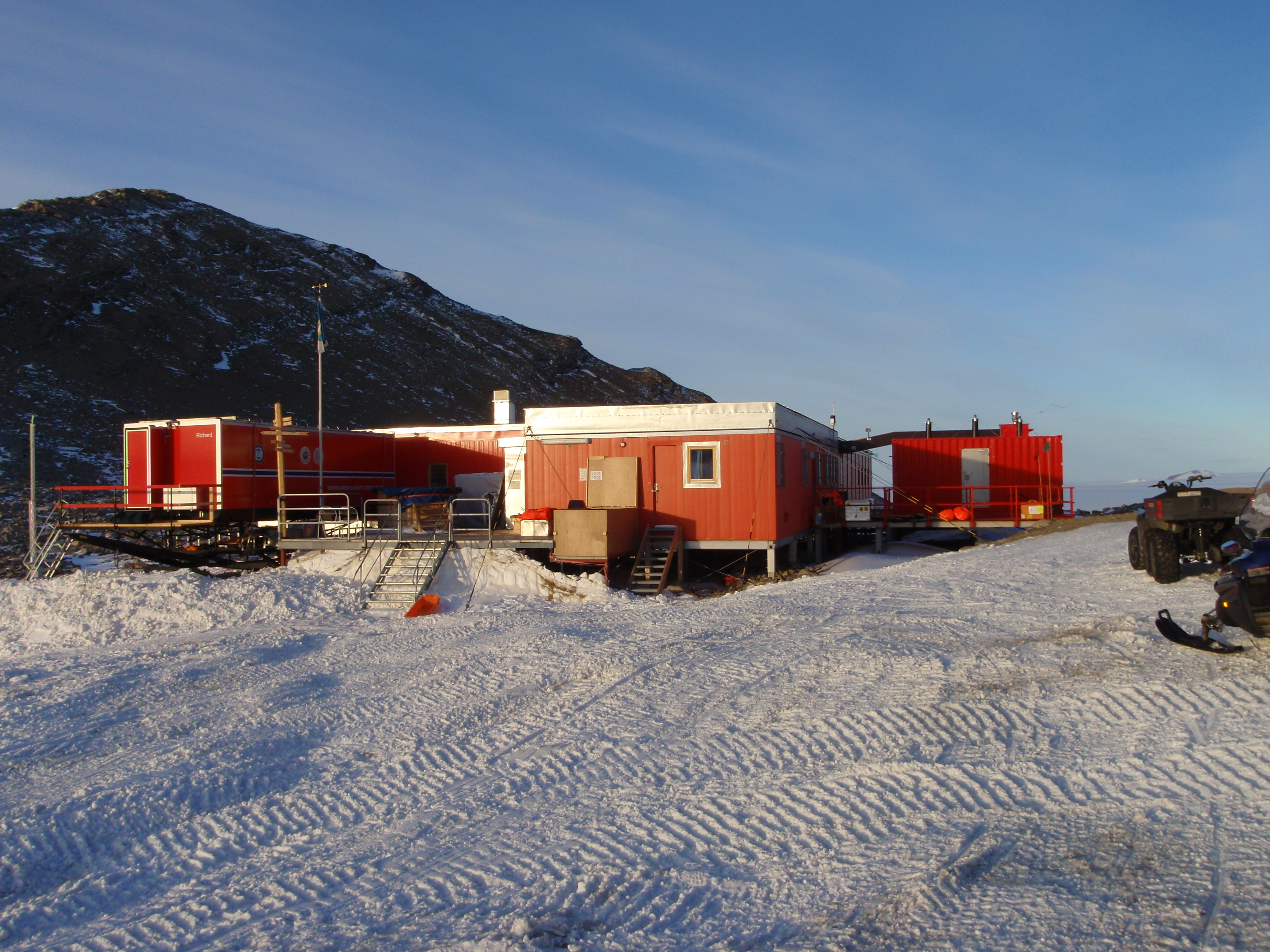
Forskningsstationen Troll i Antarktis
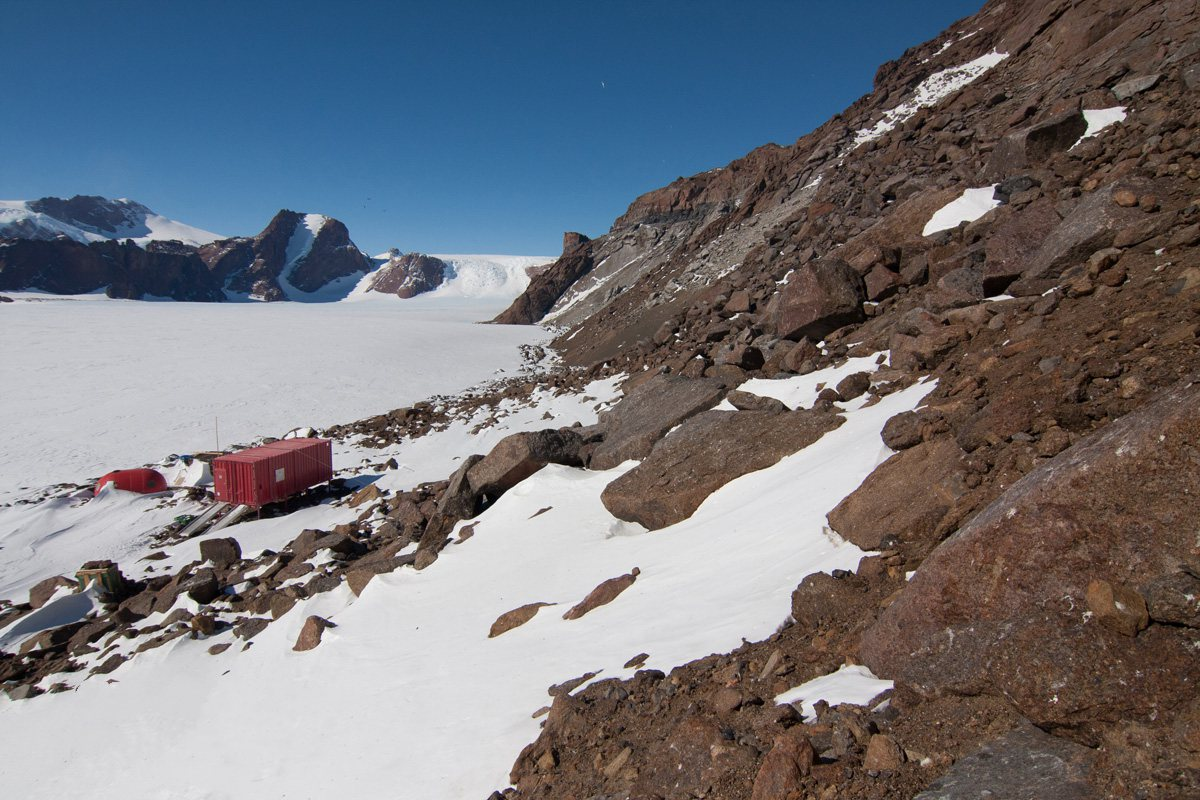
Forskningsstationen Tor i Antarktis
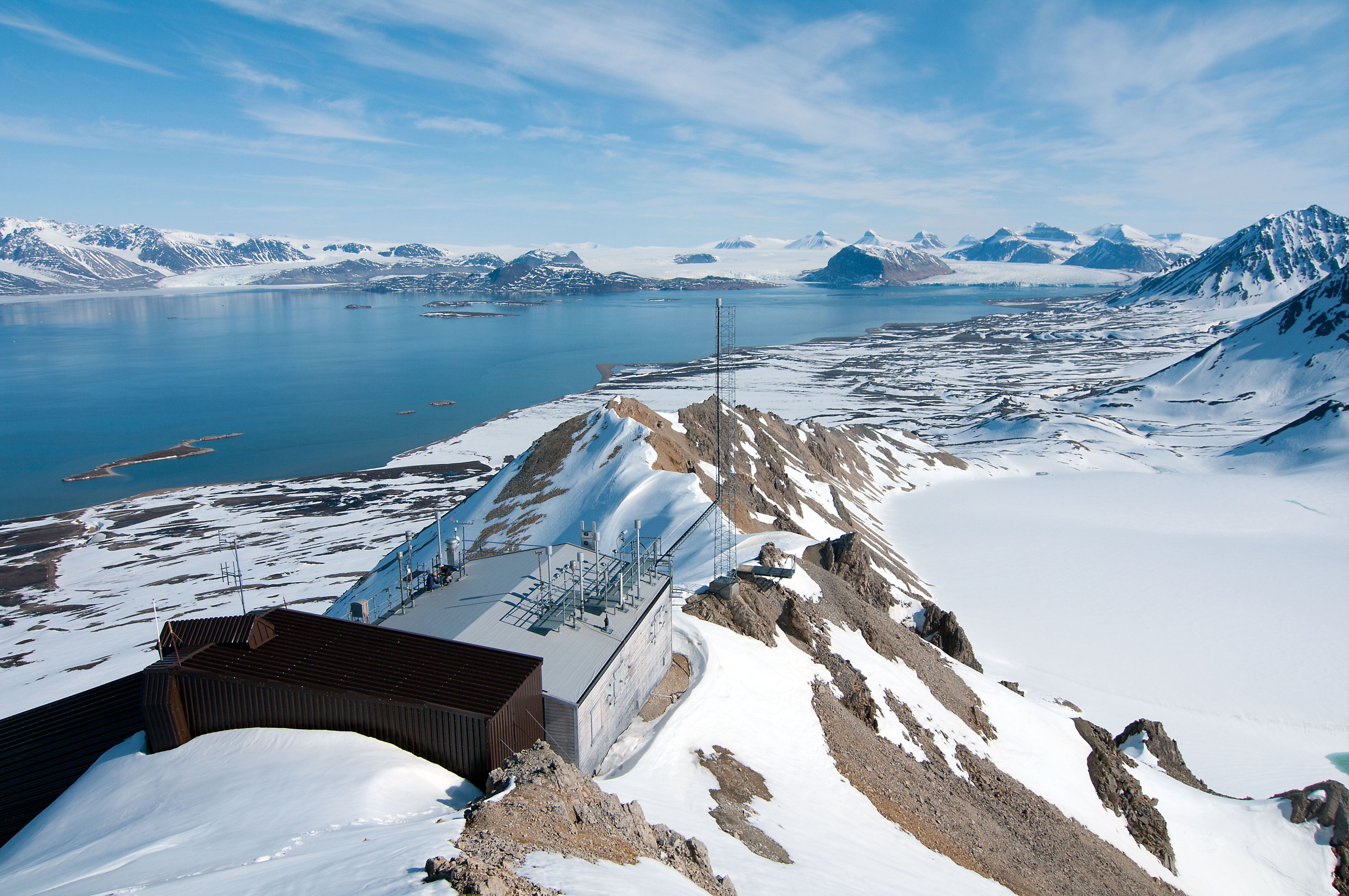
Zeppelinobservatoriet vid Ny-Ålesund i Svalbard
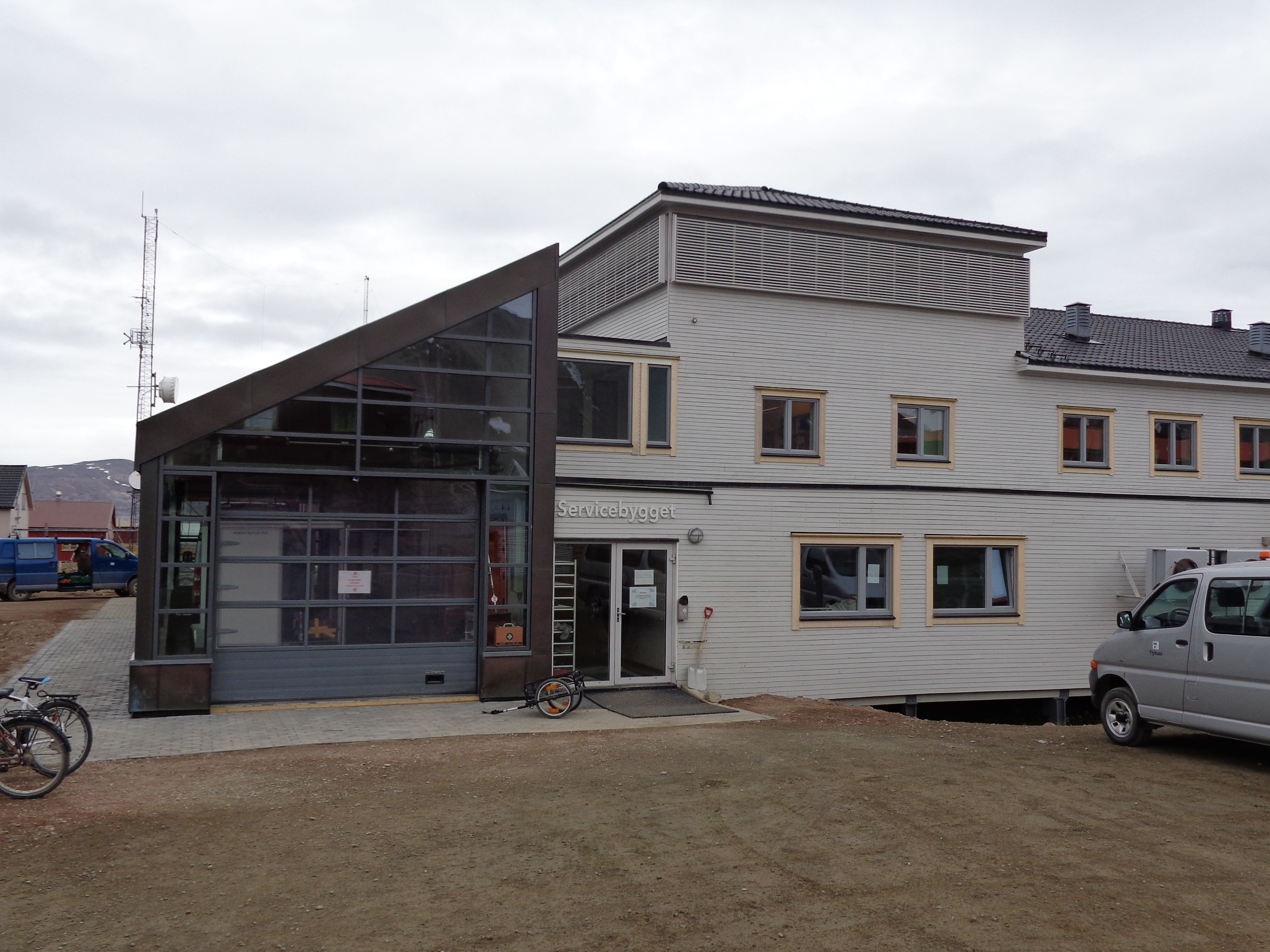
Sverdrupstationen i Ny-Ålesund i Svalbard
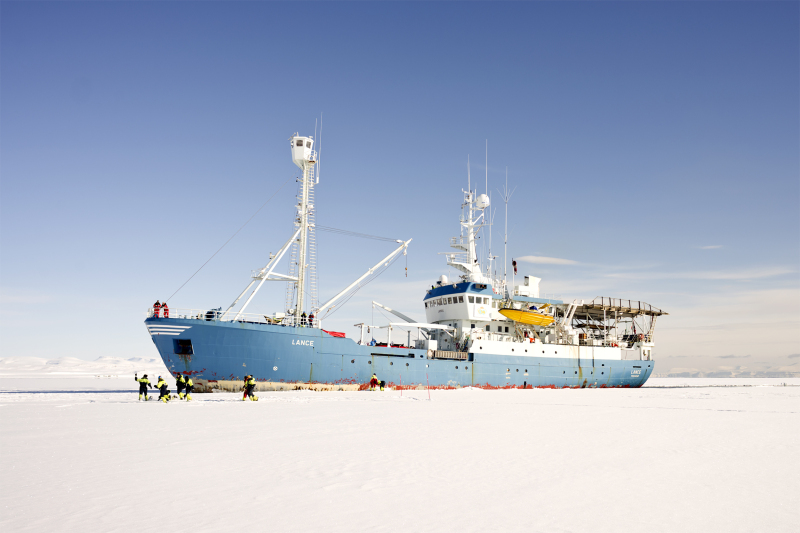
R/V Lance i Ekmanfjorden i Svalbard